# 新職人町
新職人町（しんしょくにんまち）は岡山県津山市にある地名。郵便番号は708-0067。

## 地理
北と西は戸川町、東は新魚町、南は桶屋町に接する。

## 歴史

### 沿革
- 1889年6月1日 - 町村制施行により、津山城下町の新職人町他、宮川以西の町が合併して西北条郡津山町となる。
- 1900年4月1日 - 津山町が東南条郡津山東町を編入するとともに、西北条郡が西西条郡、東南条郡、東北条郡と合併し、苫田郡津山町となる。
- 1923年4月1日 - 苫田郡林田村が町制・改称、津山東町となる。
- 1929年2月11日 - 津山町が周辺の町村と合併し、市制施行し、津山市となる。

### 地名の由来
美作津山藩主森忠政が当初は美濃から技術者を連れてきたが、その後京都、大阪、尾張などから新たに招いた様々な職人をここに置いたことに由来。

## 世帯数と人口
2021年（令和3年）1月1日現在の世帯数と人口は以下の通りである。
| 町丁     | 世帯数 | 人口 |
| -------- | ------ | ---- |
| 新職人町 | 23世帯 | 40人 |

## 小・中学校の学区
市立小・中学校に通う場合、学区は以下の通りとなる。
| 番地 | 小学校           | 中学校             |
| ---- | ---------------- | ------------------ |
| 全域 | 津山市立北小学校 | 津山市立鶴山中学校 |

## 交通
国道、県道は走っていない。

## 施設
- またの内科循環器科クリニック
- 鳥取歯科